# Sufetula brunnealis
Sufetula brunnealis là một loài bướm đêm trong họ Crambidae.